# Carlos Reinoso
Carlos Enzo Exsequiel Reinoso Valdenegro (Santiago, Chile, 7 de marzo de 1945), conocido como Carlos Reinoso, es un exfutbolista chileno de los años 1970 que jugó de volante de creación, siendo reconocido hasta el día de hoy como uno de los mejores volantes de creación del fútbol chileno. Formado en Audax Italiano, fue transferido al fútbol de México. Por su equipo, el Club América es considerado una insignia histórica que salió campeón como jugador y como entrenador. Es reconocido como uno de los más destacados futbolistas extranjeros de la liga mexicana en el siglo XX y fue tres veces director técnico del Club América.

## Estilo de juego
No es casualidad ni un simple halago que a Reinoso se le conozca como el maestro porque era un genio con la pelota. El chileno era un derecho natural que conjugaba técnica, talento, clase y visión en el terreno de juego. Lo mismo podía meter pases precisos de cuarenta metros que clavar el esférico en el ángulo de cualquier portería. Anotaba de rabona, de paloma, olímpico y muchas veces de media cancha. Tenía muy buena técnica y además dinámica, por eso otras de las principales cualidades de este jugador era su potencia de pierna; Sendos "tanques" que avanzaban por todo el terreno de juego, recibiendo faltas al por mayor y resistiendo toda la carga hasta lograr su objetivo. Su entrenador en el club América José Antonio Roca afirmó que "como casi todas las pelotas debían pasar por Reinoso, eso aparte de tener mucha condición física, calidad y mucha técnica lo obligaba a tener una actitud de líder". El gran Chaparral, como le llamaba Ángel Fernández Rugama, tenía un fútbol de calidad mundial.

## Trayectoria

### Como jugador

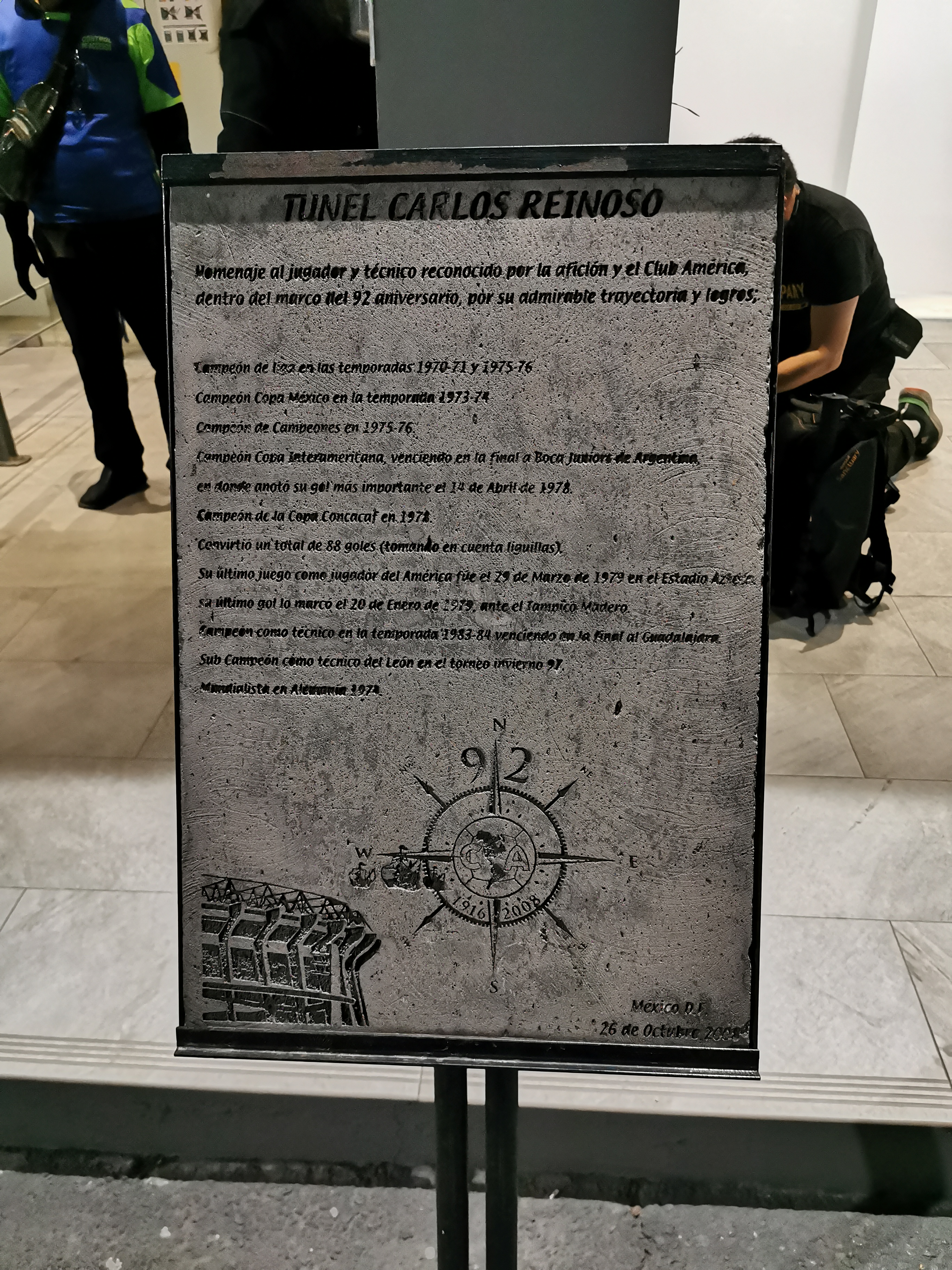
El túnel 8 del Estadio Azteca lleva el nombre del exjugador chileno.

Durante la década de los 70, militó en el Club América y fue un jugador que rápidamente se ganó la simpatía de los americanistas tanto por su calidad técnica como por su afamado espíritu de sacrificio en cada partido. 
Su infancia se caracterizó por tener muchas carencias económicas, no obstante la recuerda con felicidad, ya que su familia estaba muy unida. Siempre le gustó el fútbol, por lo que cuando tenía 15 años llegó al Audax Italiano en su natal Chile, desde el club Deportes Ovalle su primer club.
A los 16 años llegó a la Primera división de Chile. Un año más tarde fue seleccionado para jugar en la selección nacional Juvenil de su país y tiempo después llegó a la selección nacional Mayor. A principios de 1968, reforzó a Universidad Católica para jugar el Torneo Internacional de Chile 1968, donde cumplió una gran actuación, anotando en 4 de 7 partidos (a Vasas, Santos, Selección de Checoslovaquia (2 goles) y a Universidad de Chile). Meses después, fue goleador del Torneo Metropolitano, marcando 13 goles, aún y cuando no era delantero centro. En 1970, Colo-Colo lo pidió como refuerzo para jugar un cuadrangular con el Santos de Brasil y el América de México.
A raíz de ese cuadrangular, el América de México lo compró. Su debut como jugador del América fue en el año 1970 en un partido de Liga contra el Atlante y estuvo en el club como jugador durante ocho años. En esa década dorada, fue campeón de Liga en las temporadas 1970-71 y 1975-76, campeón de Copa México en la temporada 1973-74, Campeón de Campeones en 1975-76 y la Copa Concacaf en 1978. Además, gracias a Reinoso, el América obtuvo su logro más importante: la Copa Interamericana 1977 en abril de 1978, contra el Boca Juniors de Argentina, tras conseguir la anotación del triunfo, con Hugo Orlando Gatti como arquero, en un tiro libre directo por la izquierda al final del tiempo extra.
Por el Club América, el volante convirtió un total de 81 goles (88 tomando en cuenta los goles de Liguilla).
Durante el Torneo de Copa 72-73, contra el Atlético Español, Carlos Reinoso anotó un gol desde la media cancha, al reanudar el partido después de un gol en contra. El arquero era el ex-crema, Vázquez del Mercado. Ese gol opacó el triunfo de los Toros por 4-2, ya que estaba en mente de todos por una acción similar que el rey Pelé había intentado en el Mundial México 1970 y no había logrado. 
Sus hazañas en las "Águilas" del América junto al delantero Enrique Borja los consagraron como los mayores ídolos futbolísticos en la historia del club. Su calidad dentro del terreno de juego y su gran destreza para controlar y repartir el balón, le valieron a Carlos Reinoso el reconocimiento en el balompié nacional. En su época de jugador compartió el terreno de juego con Enrique Borja, Horacio López Salgado, Roberto "Monito" Rodríguez, Prudencio Cortés, René Trujillo, Mario "Pichojos" Pérez, Osvaldo Castro “Pata Bendita”, Hugo Enrique Kiese y Cesáreo Victorino, entre otros.

### Como entrenador
Es recordado como entrenador mayormente en el Club América, equipo que ya dirigió en tres etapas. La primera de 1981 hasta 1984, la segunda en 1998 y la tercera en 2011. Durante la primera etapa como entrenador, consiguió un campeonato de liga en la temporada 1983–1984.  
Un año más tarde América cobró venganza de la eliminación en semifinales de 1982-83 y en la final de la temporada 1983-1984 venció a su acérrimo rival, las Chivas, 3 goles a 1. Era el primer campeonato de Reinoso como entrenador. Para la campaña siguiente, las Águilas consiguen el bicampeonato al vencer a los Pumas de la UNAM en un controvertido tercer partido de desempate en el estadio Corregidora de Querétaro. Brailovsky, con dos goles, y el joven Carlos Hermosillo, dieron los tantos del triunfo. En esta temporada Reinoso compartió el mando con Mario "Pichojos" Pérez y Miguel Ángel “Zurdo” López.
Después del doblete con las Águilas, Reinoso emigró al Tampico Madero, guiándolo a dos finales en los torneos Prode 85 y México 86, en la década de los 90 dirigió a Atlas, Veracruz, Toros Neza, León (llevándolo a la final de Invierno 97), América y Atlante.  
Carlos Reinoso ha sido una de las más grandes figuras de las Águilas del América y uno de los jugadores extranjeros que más éxito han tenido en el balompié nacional. Controvertido y polémico, metido en escándalos de la farándula, creó su propio cómic, "Pirulete", para competir con "Borjita" cuando ambos eran ídolos en América.

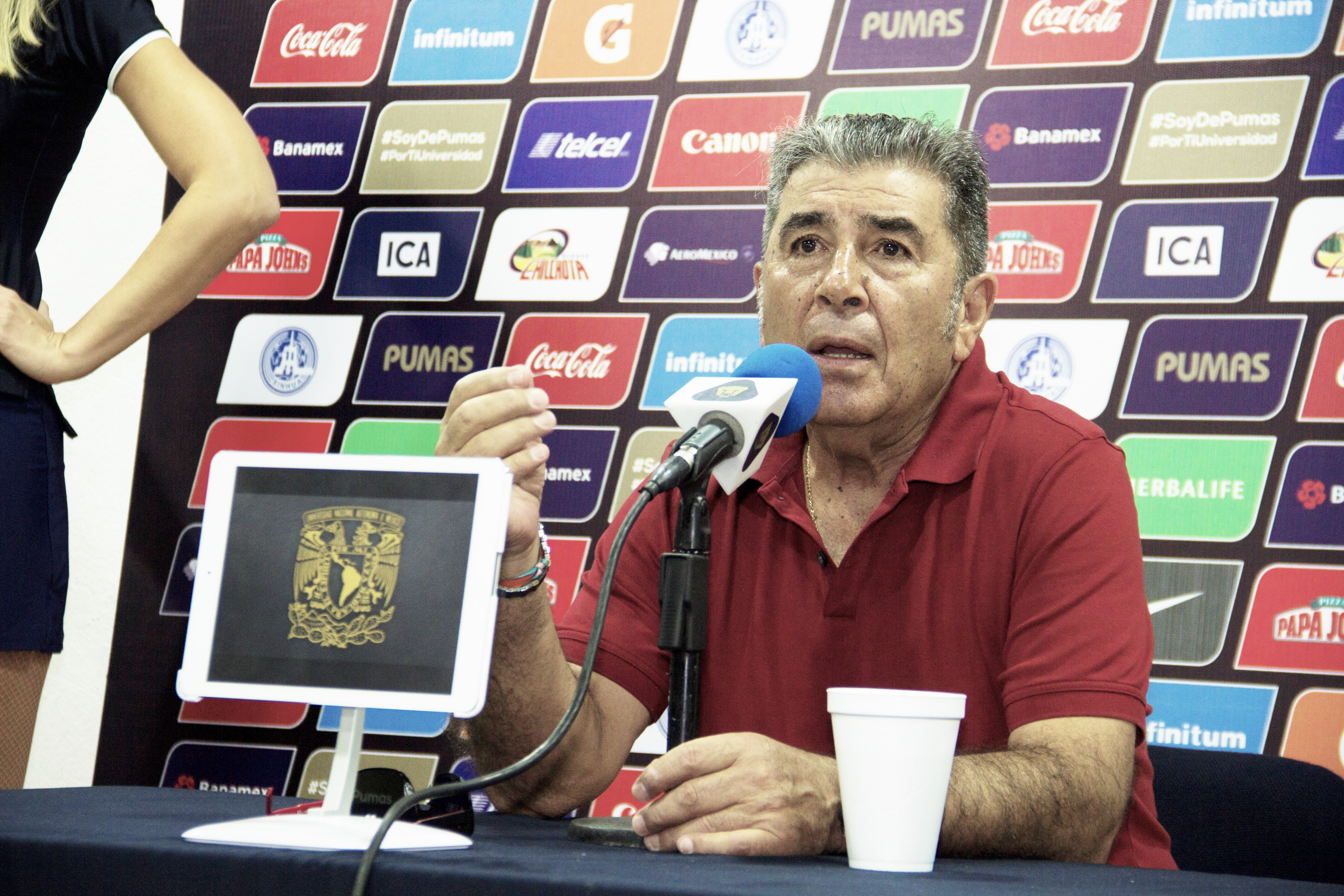
Carlos Reinoso como entrenador de Veracruz en 2015.

Más tarde ha sido entrenador en equipos como Tecos de la UAG, Club San Luis, Toros Neza, Atlas de Guadalajara, Club León, y Querétaro, equipo al que dirigió del 31 de agosto de 2009 al 3 de mayo de 2010. En éstos equipos no tuvo éxito. El 25 de enero de 2011 asumió el cargo como director técnico del América sustituyendo a Manuel Lapuente en la Jornada 4 del torneo de clausura 2011 ganando dos a cero al Atlas en el Estadio Jalisco.
El 17 de septiembre después de una derrota de 5-3 contra los Jaguares de Chiapas, renunció a seguir siendo el estratega de las Águilas, por lo cual su lugar fue ocupado por su antiguo compañero el también exfutbolista Alfredo Tena. Fue director técnico de los Tiburones Rojos de Veracruz desde el torneo de Clausura 2015 hasta marzo de 2017, donde fue campeón de la  Copa Mx  llevando al club a un título oficial desde 2001,cuando fue campeón del Ascenso Mx.

## Selección nacional
En la selección de fútbol de Chile, Reinoso fue el volante ofensivo en las eliminatorias y en el Mundial Alemania 1974 formando un mediocampo de lujo junto a Guillermo "Loco" Páez y a Francisco "Chamaco" Valdés. Durante el Mundial con mucho trabajo dirigió el medio campo del equipo con disparos largos y una que otra jugada colectiva, y tuvo una actuación buena. Sin embargo, las expulsiones de sus compañeros y la lluvia torrencial impidieron que esa selección sudamericana pasara a la siguiente ronda consiguiendo dos empates y una derrota frente al anfitrión. Con el paso del tiempo, Reinoso siguió siendo nominado a su selección, pero a la larga nunca pudo adaptarse, debido principalmente a las diferencias de personalidad y liderazgo entre Francisco Valdés y el mismo Carlos Reinoso.

### Participaciones en Copas del Mundo
| Copa                      | Sede     | Resultado    | PJ | Goles |
| ------------------------- | -------- | ------------ | -- | ----- |
| Mundial de Fútbol de 1974 | Alemania | Primera fase | 3  | 0     |

### Participaciones en Copa América
| Copa              | Sede       | Resultado      | PJ | Goles |
| ----------------- | ---------- | -------------- | -- | ----- |
| Copa América 1975 | Sudamérica | Fase de grupos | 4  | 1     |

## Trayectoria

### Como jugador

#### Clubes
| Club           | País   | Año       | PJ  | Goles |
| -------------- | ------ | --------- | --- | ----- |
| Audax Italiano | Chile  | 1964−1969 | 158 | 73    |
| América        | México | 1970−1979 | 364 | 95    |
| Neza           | México | 1979-1980 | 33  | 7     |
| Total          | Total  | 1964−1980 | 555 | 175   |

#### Selección
| Selección | Año       | PJ | Goles |
| --------- | --------- | -- | ----- |
| Chile     | 1966−1977 | 34 | 7     |

### Como entrenador

#### Clubes
| Club           | País   | Periodo   |
| -------------- | ------ | --------- |
| América        | México | 1981-1984 |
| Tampico-Madero | México | 1985-1987 |
| Atlas          | México | 1987-1988 |
| Tampico-Madero | México | 1988-1989 |
| Tigres UANL    | México | 1989-1992 |
| Veracruz       | México | 1992-1994 |
| Toros Neza     | México | 1994-1996 |
| León           | México | 1997-1998 |
| América        | México | 1998      |
| Tecos UAG      | México | 1999      |
| Atlante        | México | 2001-2002 |
| León           | México | 2002-2003 |
| San Luis       | México | 2004-2005 |
| Tecos UAG      | México | 2005-2006 |
| Querétaro      | México | 2009-2010 |
| América        | México | 2011      |
| Veracruz       | México | 2015-2017 |
| Correcaminos   | México | 2019      |

## Palmarés

### Como jugador

#### Campeonatos nacionales
| Título               | Equipo  | País   | Año     |
| -------------------- | ------- | ------ | ------- |
| Primera División     | América | México | 1970-71 |
| Copa México          | América | México | 1973-74 |
| Primera División     | América | México | 1975-76 |
| Campeón de Campeones | América | México | 1975-76 |

#### Campeonatos internacionales
| Título              | Equipo  | Sede       | Año  |
| ------------------- | ------- | ---------- | ---- |
| Copa de Campeones   | América | Paramaribo | 1977 |
| Copa Interamericana | América | México     | 1978 |

### Como entrenador

#### Campeonatos nacionales
| Título             | Equipo   | País   | Año     |
| ------------------ | -------- | ------ | ------- |
| Primera División   | América  | México | 1983-84 |
| Primera División A | León     | México | C-2003  |
| Primera División A | San Luis | México | A-2004  |
| Campeón de Ascenso | San Luis | México | 2004-05 |
| Copa México        | Veracruz | México | C-2016  |

### Distinciones individuales
| Distinción                                            | Año  |
| ----------------------------------------------------- | ---- |
| Goleador del Torneo Metropolitano                     | 1968 |
| Integrante de la selección resto del mundo            | 1968 |
| Mejor Jugador de la Historia del Club América         | 2008 |
| Miembro del Salón de la Fama del Fútbol Internacional | 2011 |

### Comentarios
"Para mi Reinoso ha sido el mejor jugador extranjero que me ha tocado enfrentar"
José Luis Real D.T. mexicano

"La mayoría de los goles que yo metí fueron tras pases de Carlos"
Enrique Borja exfutbolista

"Si le preguntas a cualquier audino te va a decir que Carlos Reinoso fue el mejor jugador del Audax de todos los tiempos"
Marcelo Zunino exjugador chileno

"como casi todas las pelotas debían pasar por los pies de él (Reinoso), eso aparte de tener mucha condición física, calidad y mucha técnica... todo eso lo tenía; sobre todo lo obligaba a tener una actitud de líder"
José Antonio Roca D.T. mexicano

"Llevo en mi pecho los colores del América"
 Canción cantada por Carlos Reinoso